# Asyut
 Ikke at forveksle med Asyut (guvernement).
Asyut er en by i det centrale Egypten, med et indbyggertal (pr. 2008) på cirka 395.000. Byen, der ligger ved breden af Nilen, er hovedstad i et governorat af samme navn, og er blandt andet fødeby for den tidligere egyptiske præsident Gamal Abdel Nasser. 
27°11′N 31°10′Ø / 27.183°N 31.167°Ø

## Eksterne links
- Publikationsserie: Den oldægyptiske nekropolis i Assiut (Heidelberg Universitet/Propylaeum)